# Episodi di Cracker (terza stagione)
La terza e ultima stagione della serie televisiva Cracker, composta da 3 episodi suddivisi rispettivamente in 3, 2 e 2 parti ciascuno, è stata trasmessa nel Regno Unito dal canale ITV dal 22 ottobre 1995 al 27 novembre 1995.
| nº | Titolo originale            | Titolo italiano | Prima TV Regno Unito | Prima TV Italia |
| -- | --------------------------- | --------------- | -------------------- | --------------- |
| 1  | Brotherly Love (Part One)   |                 | 22 ottobre 1995      |                 |
| 2  | Brotherly Love (Part Two)   |                 | 23 ottobre 1995      |                 |
| 3  | Brotherly Love (Part Three) |                 | 30 ottobre 1995      |                 |
| 4  | Best Boys (Part One)        |                 | 6 novembre 1995      |                 |
| 5  | Best Boys (Part Two)        |                 | 13 novembre 1995     |                 |
| 6  | True Romance (Part One)     |                 | 20 novembre 1995     |                 |
| 7  | True Romance (Part Two)     |                 | 27 novembre 1995     |                 |